# Wilton (Nuevo Hampshire)
Wilton es un pueblo ubicado en el condado de Hillsborough en el estado estadounidense de Nuevo Hampshire. En el Censo de 2010 tenía una población de 3.677 habitantes y una densidad poblacional de 54,93 personas por km².

## Geografía
Wilton se encuentra ubicado en las coordenadas 42°50′7″N 71°46′9″O / 42.83528, -71.76917. Según la Oficina del Censo de los Estados Unidos, Wilton tiene una superficie total de 66.94 km², de la cual 66.69 km² corresponden a tierra firme y (0.37%) 0.25 km² es agua.

## Demografía
Según el censo de 2010, había 3.677 personas residiendo en Wilton. La densidad de población era de 54,93 hab./km². De los 3.677 habitantes, Wilton estaba compuesto por el 97.06% blancos, el 0.54% eran afroamericanos, el 0.24% eran amerindios, el 0.46% eran asiáticos, el 0% eran isleños del Pacífico, el 0.19% eran de otras razas y el 1.5% pertenecían a dos o más razas. Del total de la población el 1.36% eran hispanos o latinos de cualquier raza.